# Калуджерович, Андрия
Андрия Калудже́рович (серб. Андрија Калуђеровић; род. 5 июля 1987, Бачка-Топола, САК Воеводина) — сербский футболист, нападающий клуба «Пролетер». Выступал за сборную Сербии. За карьеру играл за клубы из 15 разных стран.

## Карьера

### Клубная
В течение 6 лет Андрия числился в рядах команды ОФК из Белграда, за которую провёл 49 игр и забил 11 мячей. Но большую часть карьеры провёл в арендах за менее известные клубы, в том числе «Спартак Златибор Вода», за который провёл 30 игр и забил 11 мячей. Вскоре Андрия перешёл в команду «Рад». В 2010—2011 годах играл за «Црвену Звезду». С сезона 2012 выступал за китайский клуб «Бэйцзин Гоань».

### В сборной
Отправился на Олимпийские игры 2008 в Пекине как член национальной сборной по футболу, прошедшей в финальную часть олимпийского турнира. Примечательно, что попал он в команду только из-за травмы Стефана Бабовича. На турнире играл под 19 номером.
Официально дебютировал за взрослую сборную 7 апреля 2010 года в игре с Японией. К тому моменту провёл 6 игр и забил два гола с учётом игр за олимпийскую сборную.

## Личная жизнь
Женат на телеведущей Милице Станишич.

## Достижения
«Жальгирис»
- Чемпион Литвы: 2016
- Обладатель Кубка Литвы: 2016